# Cranichis ciliata
Cranichis ciliata är en orkidéart som beskrevs av Carl Sigismund Kunth. Cranichis ciliata ingår i släktet Cranichis, och familjen orkidéer. Inga underarter finns listade i Catalogue of Life.